# Un océan d'amour
Un océan d'amour est un album de bande dessinée français scénarisé par Wilfrid Lupano et dessiné par Grégory Panaccione, édité en 2014 par Delcourt dans la collection Mirages.
L'album présente la particularité d'être entièrement dénué de phylactères.

## Synopsis
Monsieur et Madame habitent près de Douarnenez, en Bretagne. Lorsque son mari, pêcheur, disparait lors d'une sortie en mer, son épouse part à sa recherche durant un long voyage qui la mène jusqu'à Cuba.

## Genèse de l'album
Selon Wilfrid Lupano, le scénario d'Un océan d'amour date des années 2007-2008 : « je l'avais écrit à la manière d'un exercice qui m'obligerait à penser en « images » et non en « dialogues ». Il y avait malheureusement à l'époque peu de place en librairie pour ce genre de récit. Comme je n'avais pas la confiance des éditeurs, j'avais préféré garder mon projet pour des jours meilleurs ». L'album serait né en 2013 d'une discussion entre les deux auteurs dans le métro de Paris : au retour d'un festival de bande dessinée en Normandie, le scénariste aurait proposé son histoire à Grégory Panaccione en raison du goût de ce dernier pour les histoires muettes.
L'album est dessiné en seulement six mois par Panaccione et sort un an après la rencontre des deux auteurs, ce qui représente une réalisation rapide pour ce type de bande dessinée, qui nécessite d'ordinaire, selon Lupano, un an et demi à deux ans. Les deux auteurs voulaient dès le départ concevoir un album one shot et ont travaillé de concert à la réalisation du storyboard, Panaccione restant proche du scénario original de Lupano.

## Analyse

### Scénario

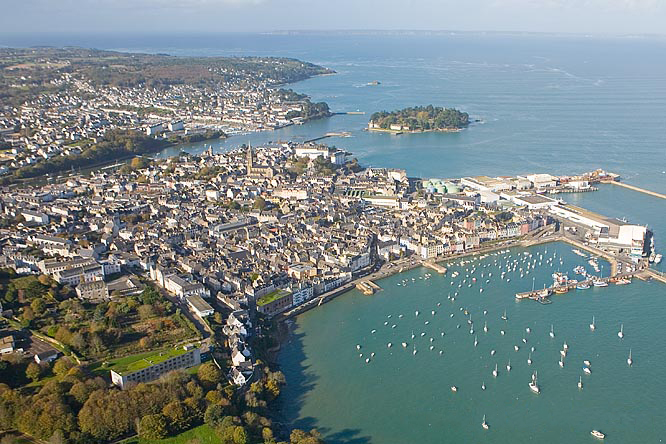
Vue aérienne de Douarnenez, en Bretagne, où se déroule une partie de l'action.

L'album présente la particularité d'être entièrement muet, à l'image des précédentes œuvres de Grégory Panaccione, dont Match, sortie en 2014. Frédéric Potet du journal Le Monde note que cette absence totale de phylactères ou d'onomatopées « est un comble dans la mesure où il a été écrit par un scénariste réputé pour… son sens des dialogues, Wilfrid Lupano ».
Pour le scénariste, cette contrainte représentait la meilleure manière de traiter les thèmes abordés dans cette bande dessinée : « J'ai pris cela comme un exercice au début, mais rapidement j'ai eu envie de raconter de front une histoire d'amour et une fable écologique, et ces deux thèmes ne m'incitaient pas au dialogue ».
Concernant les personnages et leur romance, l'auteur a voulu aborder le quotidien d'un couple comme les autres : « J'ai choisi de raconter un amour qui dure, dilué dans la routine certes mais qui n'empêche pas des liens très forts entre deux individus qui finalement n'envisagent pas de vivre l'un sans l'autre » ; « Mon idée était d'utiliser un univers proche de nous – en l'occurrence un petit village breton – et des personnages très ordinaires pour faire naître du merveilleux et de l'épique, mais aussi une certaine forme de poésie burlesque ». Lupano confie aimer « les personnages plus âgés, qui se traînent un truc de l'enfance. Je suis fasciné depuis longtemps par ces histoires de marins qui ne savent pas nager, surtout lors des grandes explorations. Leur risque était infini ».
La dimension écologique est quant à elle présente à travers la représentation de la pollution plastique, la piraterie moderne, l'extinction des espèces et la crise de la pêche profonde. Lupano aurait été marqué par la saleté d'une rivière encombrée de déchets dans le canyon du Sumidero, lors d'une visite au Mexique. L'auteur a voulu apporter à travers ce livre sa contribution à la conservation de la nature, tout en refusant d'être dogmatique : « ce n'est pas un livre écologiste, parce que j'ai la conviction, à tort ou à raison, qu'à faire des ouvrages trop militants, on ne touche que les convertis ».

### Dessin
Selon Benjamin Roure de BoDoï, « précis dans les attitudes et les mimiques, vif dans ses mouvements, intelligent dans ses cadrages, Grégory Panaccione s'inspire de toutes les bonnes ficelles du dessin animé pour les appliquer à la bande dessinée, afin de trouver un langage visuel toujours compréhensible et jamais figé. De plus, il joue ici avec la couleur et les textures de bien belle manière, donnant encore plus de vie à ses planches ».
Pour Alexandre Phalippou du Huffington Post, « un mélange de style cartoonesque et de couleurs blafardes et délavées rend parfaitement l'ambiance de l'histoire, mêlant humour, tristesse et nostalgie ».

## Influences et références
Grégory Panaccione, ayant commencé sa carrière en tant qu'animateur, reste fortement influencé par le dessin animé. La lecture du scénario lui a par exemple évoqué Ponyo sur la falaise d'Hayao Miyazaki, et s'est inspiré des Triplettes de Belleville de Sylvain Chomet pour créer le personnage de « Madame ». Les dessins d'oiseaux sont quant à eux tributaires de la mouette rieuse d'André Franquin, personnage de la série Gaston Lagaffe.
Wilfrid Lupano, pour sa part, cite comme référence l'album de bande dessinée Là où vont nos pères de Shaun Tan.
Concernant les références à la culture bretonne, Lupano en assume le côté « anachronique et délirant »

## Réception critique
L'album reçoit de nombreuses critiques positives lors de sa sortie. Pour Monique Younès et Julie Michard de RTL, Un océan d'amour « est une lecture aussi indispensable qu'originale » : « les coutumes bretonnes traversent les océans et sont des ressorts comiques de cet album atypique », telle la séance de « crépomancie », art divinatoire fantaisiste consistant à lire l'avenir dans les crêpes. Selon Olivier Mimran de 20 minutes, la rencontre entre « deux des auteurs les plus « hype » du moment » donne lieu à « une des histoires les plus créatives et abouties de l'année ». Benjamin Roure de BoDoï juge pour sa part que l'album est « un condensé de bonheur dessiné capable de séduire un large lectorat par son humour piquant, sa jolie romance et son rythme enlevé ».

## Distinctions
L'album est sélectionné en sélection officielle du Festival d'Angoulême 2015. Il reçoit la même année le Prix de la BD Fnac et le prix de la BD Bretonne du festival Penn ar BD, ainsi que le prix du festival Du vent dans les BD en 2016, catégorie adultes.